# Synagoga Park East w Nowym Jorku
Synagoga Park East w Nowym Jorku (ang. Park East Synagogue in New York City) – synagoga znajdująca się na Upper East Side na Manhattanie w Nowym Jorku, przy 163 East 67th Street.
Synagoga została zbudowana w latach 1889–1890 przez Congregation Zichron Ephraim, skupiającą ortodoksyjnych Żydów pochodzących z Niemiec i Austro-Węgier. Jest jedną z niewielu żydowskich synagog w mieście pozostających wciąż w rękach tej samej kongregacji, która przyczyniła się do jej wzniesienia. Została zaprojektowana przez architektów Schneidera i Hertera. Od 1962 roku duchowym zwierzchnikiem synagogi jest rabin Arthur Schneier, jeden z największych promotorów wolności i tolerancji religijnej w Stanach Zjednoczonych. Budynek w 1980 roku został wpisany do rejestru National Register of Historic Places.

## Wizyta Benedykta XVI
18 kwietnia 2008 roku, podczas pierwszej podróży apostolskiej Benedykta XVI do USA, papież złożył 20-minutową wizytę w synagodze. Była to prywatna i nieformalna wizyta, a głównym jej powodem była chęć złożenia wspólnocie żydowskiej życzeń z okazji zbliżającego się święta Pesach. Jest to trzecia wizyta głowy kościoła rzymskokatolickiego w synagodze, a druga papieża Benedykta XVI. Gospodarzem uroczystości był rabin Arthur Schneier.
Benedykta XVI powitała modlitwa Szema Jisrael (hebr. Słuchaj Izraelu), śpiewana przez chór złożony z 20 chłopców w wieku od 9 do 16 lat. Następnie powitał go rabin Arthur Schneier, który złożył mu życzenia z okazji niedawnych, 81 i powiódł papieża do Aron ha-kodesz, gdzie poprosił o zajęcie miejsca na specjalnym drewnianym fotelu przeznaczonym tylko dla wyjątkowych gości.
Tam Schneier wręczył Benedyktowi XVI talerz sederowy przedstawiający przejście Izraelitów z niewoli do wolności, wykuty ze srebra specjalnie na tę okazję przez znanego jerozolimskiego artystę-judaistę profesora Menachema Ben Ari Bermana, oraz opakowanie na macę i Hagadę. Papież przekazał wspólnocie żydowskiej replikę przetrzymywanego w Bibliotece Watykańskiej, iluminowanego, pergaminowego, żydowskiego manuskryptu religijnego z 1453 roku, a dokładnie stronę 220, na której opisano pierwszy etap ceremonii ślubnej.
Następnie papież wygłosił 3-minutowe przemówienie:
Drodzy Przyjaciele, Szalom!
Jest radością móc być z Wami w tym miejscu zaledwie kilka godzin przed rozpoczęciem świętowania Pesach, by wyrazić mój szacunek i głęboka estymę dla żydowskiej społeczności Nowego Jorku. Bliskość tego miejsca modlitwy i mojej nowojorskiej rezydencji sprawia, iż z wieloma z Was mogłem się już dziś przywitać. Jest szczególnie wzruszające przypomnieć, iż Jezus jako młody chłopiec słyszał słowa Pisma Świętego i modlił się w takim właśnie i to oto miejscu. Dziękuję serdecznie Rabinowi Schneierowi za słowa powitania, a szczególnie za wspaniały jego dar, za wiosenne kwiaty i piękna pieśń wykonaną dla mnie przez dzieci.
Wiem, jak wielki wkład ma społeczność żydowska w życie tego wspaniałego miasta, i dlatego zachęcam Was wszystkich do kontynuowania budowy mostów przyjaźni ze wszystkimi grupami religijnymi i etnicznymi w waszym sąsiedztwie. Chcę zapewnić o mojej bliskości z Wami w tym szczególnym czasie, gdy sposobicie się do świętowania aktu przywiązania do Was Wszechmogącego i śpiewacie modlitwy sławiące cuda, jakie czynił dla swego ludu. Chcę prosić wszystkich obecnych słuchających mych życzeń, aby zanieśli je wszystkim członkom społeczności żydowskiej.
Niech będzie błogosławione imię Pańskie!
Rabin w swoim przemówieniu przypomniał o Holokauście i wielowiekowych napięciach w stosunkach między judaizmem a chrześcijaństwem. Podkreślił, że dopiero sobór watykański II i nauczanie Nostra Aetate przybliżyło katolików i Żydów do siebie, a także otwarło na szacunek i wzajemne zrozumienie oraz potępiło antysemityzm. Dziękował również papieżowi za wizytę, która według niego ma wielkie znaczenie w stosunkach katolicko-żydowskich.
Na końcu ceremonii, gdy rabin wraz z papieżem wychodzili z synagogi, chór zaintonował pieśń "Ose Szalom" (hebr. Ty, który czynisz pokój w niebiosach). Papież był żegnany przez najważniejszych przedstawicieli amerykańskich Żydów, w tym Ronalda Laudera, prezydenta Światowego Kongresu Żydów, Edwarda Kocha, byłego burmistrza Nowego Jorku, Abrahama Foxmana, dyrektora Ligi Przeciw Zniesławianiu, Jamesa Wolfensohna, wieloletniego prezesa Banku Światowego oraz ambasadora Asafa Shariva, konsula generalnego Izraela w Nowym Jorku.